# Mariano Pérez de Castro
Mariano Pérez de Castro y Brito (f. 1872) fue un militar español.

## Biografía
Mariano Pérez de Castro, que se desempeñó como oficial del arma de artillería, fue autor de la obra titulada Atlas de las batallas, combates y sitios más célebres de la antigüedad, edad media y tiempos modernos, cuyas láminas en litografía habría ejecutado, según comenta Ossorio y Bernard. También fue autor de Estudios militares: origen y progresos del arte de la guerra en España desde la época celtibérica hasta la terminación de la Edad Media (1872). Dirigió la revista El Mundo Militar. Pérez de Castro, que dirigió una imprenta, en la que también se imprimió un libro sobre La cría caballar en España del coronel Juan Cotarelo y Garastazu, falleció en Madrid en diciembre de 1872.